# Kırıntı, Eğirdir
Kırıntı là một xã thuộc huyện Eğirdir, tỉnh Isparta, Thổ Nhĩ Kỳ. Dân số thời điểm năm 2011 là 320 người.